# Литвиновські Хутори
Литвиновські Хутори (рос. Литвиновские Хутора) — присілок у Кольчугинському районі Владимирської області Російської Федерації.
Входить до складу муніципального утворення місто Кольчугіно. Населення становить 8 осіб (2010).

## Історія
Присілок розташований на землях фіно-угорського народу мещери.
Від 10 квітня 1929 року належить до Кольчугінського району, утвореного з частини території Александровського повіту Владимирської губернії спочатку у складі Івановської промислової області, а відтак від 14 серпня 1944 року у складі новоутвореної Владимирської області.
Згідно із законом від 11 травня 2005 року входить до складу муніципального утворення місто Кольчугіно.

## Населення
| 2002 | 2010 |
| ---- | ---- |
| 3    | ↗8   |